# Prosper Ramel
 (septembre 2016).
Prosper Vincent Izart Ramel (Floure, 21 septembre 1807 - Carcassonne, 23 novembre 1880) est un horticulteur, botaniste et naturaliste français. 

## Biographie
Fils de François Ramel, bourgeois, et Catherine Viguier, il arrive Australie en 1854 comme négociant et s’intéresse à l'eucalyptus. Il va y consacrer sa vie et sa fortune. C'est dans le jardin botanique de Melbourne qu'il révèle avec l'aide de Ferdinand von Müller les propriétés de l'Eucalyptus globulus, un arbre à feuillage persistant qui peut croître jusqu'à 30-55 m de haut.
En 1856, Prosper Ramel appelle pour la première fois l'attention publique en Europe sur l'immense valeur[Interprétation personnelle ?] de l'Eucalyptus globulus comme essence forestière. L'année suivante, de retour de son premier voyage en Australie, il rapporte des graines de cette variété. Ces graines d'Eucalyptus globulus sont semées dans les pépinières du Hamma, jardin d'Alger, au printemps 1861 ainsi que dans les jardins d'Hyères (Var) et en Corse.
Prosper Ramel visite plusieurs fois l'Australie. Par ses nombreuses publications, il encourage la culture de cet arbre, d'abord en Algérie et ensuite sur le littoral méditerranéen. Il signale une des propriétés les plus précieuses de ce bel arbre[non neutre] : son action sur les miasmes paludéens (émanations toxiques dégagées par les marais qui faisaient naître le paludisme). Il contribue à de nombreuses applications des propriétés de cet arbre comme des cigares et des cigarettes, des pastilles, l'eucalyptol et des pilules d'eucalyptus.
En 1872, lors d'une conférence, il signale à l'Australie l'intérêt qu'il y aurait à substituer au Brésil, les procédés de conservation de la viande. Puis il rappelle que l'Australie ne possède pas de « pommes de terre indigènes » et que le nom qui a été donné à certaines variétés introduites pourrait induire en erreur. Il fait également observer qu'il existe de très belles espèces de « Grenadiers de Suez » à Aden, où ces végétaux sont très abondants. Il se bat pour que l'appellation de la race de mouton de Ti-yang soit renommé Ong-ti.
L'Algérie exporte des quantités considérables de moutons et la race chinoise donnant des portées de plusieurs petits, il fait ressortir les avantages qu'il y aurait à propager en Afrique du Nord cette espèce prolifique si intéressante[Interprétation personnelle ?].
Nommé en 1877 chevalier de l'ordre national de la Légion d'honneur, en 1880, Prosper Ramel estime qu'il serait aisé de faire venir de Boghar (Algérie) un échantillon du blé en France. À cette occasion, il rappelle qu'il a signalé, il y a une quinzaine d'années, l'existence au Japon d'une variété de blé remarquable par sa précocité, introduite dans le Sud de l'Afrique où elle donne de bons résultats.

## Récompenses et distinctions
Outre la Légion d'Honneur, Prosper Ramel a reçu d'autres distinctions :
- En 1874, lors de l'exposition universelle de Vienne (Autriche), le jury international lui accorde la médaille du progrès, plus haute distinction dont il put disposer, pour le grand service rendu à l'Algérie et au midi de la France en introduisant l'Eucalyptus Globulus.
- En 1875, la Société d'Acclimatation lui décerne sa plus éminente récompense, le titre de membre honoraire.
- À l'exposition d'Alger du 20 avril au 1er mai 1876 , le jury lui décerne une médaille d'or de première classe, grand module, pour avoir apporté l'Eucalyptus, d'Australie en Algérie et dirigé les premières plantations de cette essence dans la colonie.

## Postérité
En 2015, deux Flouréens, passionnés d'histoire ont retrouvé certaines œuvres de Prosper Ramel. La plus connue, L'Eucalyptus Globulus de Tasmanie, ainsi que des lettres lui appartenant qui figurent dans la bibliothèque de la prestigieuse université américaine de Harvard. Une reconnaissance tardive mais mondiale, qui assure à Prosper Ramel une juste récompense quant aux sacrifices humains et matériels qu'il a consenti tout au long de sa vie[non neutre]. Une vie qu'il a dévoué à la science[non neutre].